# Eszkimópóling
Az eszkimópóling (Numenius borealis) a madarak osztályának lilealakúak rendjébe és a szalonkafélék családjába tartozó faj. Hajdan az amerikai kontinens leggyakoribb partimadár-fajai közé tartozott, de a tömeges vadászat és élőhelyeinek átalakulása miatt már a XIX. század végére a kihalás szélére sodródott, mára pedig szinte biztosan ki is pusztult.

## Előfordulása
A faj fészkelőterülete Alaszka és Kanada tundraövezeteire terjedt ki, telelni Dél-Amerika déli felébe, leginkább chilei, argentínai és uruguayi élőhelyekre vonultak. Tavaszi vunulásuk fő iránya a Mississippi és a Missouri folyóvölgyeit követte, nyár végén ezzel szemben jellemzően az Atlanti-óceán partvidékét követve jutottak el a telelőhelyeikre.
Egykor, a legújabb kor kezdetéig tömegesen előforduló madárfajnak számított, számuk milliós nagyságrendben volt mérhető. Jellemzően nagy csapatokban mozogva könnyű prédái voltak a vadászoknak, így a XIX. században kereskedelmi mennyiségben pusztították. Részben az intenzív vadászat, részben az élőhelyeik fokozatos mezőgazdasági célú átalakítása, a fő táplálékául szolgáló sáskák megritkulása miatt a század végére összeomlott a faj világállománya.
Barbadostól a Virgin-szigetekig kipusztult. Argentínától az Egyesült Államokig lehet, hogy még van élő példánya, de valószínűbb hogy kihalt. Az eddigi utolsó, hitelesített fotó a fajról 1962-ben készült Galvestonban, az utolsó hitelesített megfigyelés pedig egy évvel később, 1963-ban történt, amikor egy magányos példányt ejtettek el Barbadoson. Azóta is akadt néhány feltételezett észlelése, de egyiket sem hitelesítették, a megfigyelők ez esetekben feltehetőleg fiatal kis pólingokat láthattak.
Annak ellenére, hogy a faj minden bizonnyal kipusztult, a kanadai madárvédelmi szervezetek 2020-ra egy újabb felmérésre készülnek az egykori, illetve feltételezhető előfordulási helyein.

## Megjelenése
Csőre hosszú, vékony, tollazata piszkos-sárga vagy sárga, és barna pöttyös.

## A faj a szépirodalomban
- A szerző által elképzelt utolsó eszkimópólingról szól Fred Bodsworth Last of the Curlews című, 1954-ben megjelent könyve. [A cím magyar fordítása kb. Az utolsó a pólingok közül lehetne.]